# Expédition kayak
Expédition kayak est une émission de télévision documentaire canadienne d'exploration et d'aventure portant sur un groupe de kayakistes en eau vive. Elle est diffusée à partir du 9 avril 2020 sur la chaîne Unis TV.

## Synopsis
L'émission suit le groupe de kayakistes en eau vive Québec Connection et leurs invités occasionnels qui parcourent les coins les plus reculés et sauvages du territoire québécois à la recherche de rivières, rapides et chutes qui n'ont encore jamais été franchis dans une embarcation. À travers leurs périples, ils découvrent des endroits tantôt majestueux, tantôt effrayants, et ils le font en transmettant toujours leur passion pour leur sport et leurs aventures, quoi qu'il arrive. Chaque rivière et chaque obstacle franchi en kayak est soigneusement renseigné et cartographié afin de fournir des repères aux prochains aventuriers qui pourraient vouloir tenter leur chance à ces endroits.
Pour la deuxième saison de l'émission, les kayakistes de Québec Conection partent en expédition afin de descendre plusieurs rivières inexplorées de la Colombie-Britannique ainsi que quelques rivières des régions du Saguenay-Lac-Saint-Jean et de la Côte-Nord, au Québec.
Le groupe de pagayeurs a d'ailleurs reçu le prix de la meilleure équipe de kayakistes de la planète, prix remis par le prestigieux magazine Kayak Sessions. La diffusion de l'émission qui a permis de mettre leurs exploits de l'avant est d'ailleurs créditée dans le texte expliquant le choix de ce groupe pour le Paddling Crew Award 2020.

## Invités
Quelques kayakistes de renommée internationale partagent des descentes avec les membres de Québec Connection.
- Nouria Newman - Championne du monde de kayak extrême
- Ben Marr - kayakiste freestyle et kayakiste de l'extrême
- Dane Jackson - Triple champion du monde